# Cyclone (DC Comics)
Cyclone (Maxine Hunkel) è un personaggio dei fumetti statunitensi pubblicati da DC Comics. È la nipote del Red Tornado originale ed un membro della Justice Society of America. Cyclone fu creata da Mark Waid, Alex Ross, Geoff Johns e Dale Eaglesham.

## Storia di pubblicazione
Anche se non venne mai chiamata per nome all'epoca, il personaggio sarebbe stato noto al pubblico come Maxine Hunkel, quando comparve per la prima volta in Kingdom Come n. 2 (1996) di Mark Waid ed Alex Ross.
Un decennio dopo, prima del rilancio della serie della Justice Society of America, lo scrittore Geoff Johns creò Maxine Hunkel, un eroe che avrebbe seguito l'eredità dei Red Tornado. Ricordando il personaggio che aveva disegnato per Kingdom Come, l'artista Alex Ross basò i suoi disegni su Maxine sull'idea originale, facendo dei personaggi retroattivamente la stessa persona.
Johns affermò in Newsarama.com:
"Arrivai con il personaggio ed il concetto di Maxine. Quando lo dissi ad Alex, mi disse di questo personaggio che lui aveva inserito in Kingdom Come, e si parlò a proposito di fare di Maxine la versione più giovane della sua versione precedente".
Maxine ebbe il suo debutto nell'Universo DC in Justice Society of America n. 1 (dicembre 2006).

## Biografia del personaggio
Maxine Hunkel è la nipote del Red Tornado originale, Abigail "Ma" Hunkel, un membro onorario della Justice Society e curatrice corrente del loro quartier generale. Maxine crebbe idolatrando gli alleati della JSA di sua nonna.
All'età di 6 anni, Maxine venne rapita da T.O. Morrow, lo scienziato pazzo che creò Red Tornado, un potente androide, futuro membro della Justice League of America. Morrow infettò Maxine con i "nanobytes", che in teoria sono la fonte dei suoi poteri.
Allegra, frizzante, ed estremamente intelligente, Maxine è una studentessa di 19 anni all'Università Harvard ed un'avida fan dei lavori di L. Frank Baum, in particolare de Il Mago di Oz, e ne connesse delle opere come Wicked. Tuttavia, la sua natura loquace e la personalità da so-tutto spesso allontana i suoi coetanei e la lascia da sola. A causa di ciò, il suo status di estraniata la rende soggetta a depressione atipica.
Nei mesi recenti, cominciò a manifestare inusuali abilità super umane. Uno starnuto demolì il garage di sua nonna e, il giorno seguente, si svegliò in un tornado a 250 metri da terra. Presto, la giovane donna scoprì di poter essere in grado di manipolare il vento.
Quando la Justice Society decise di espandere i propri ranghi e di fornire un addestramento ai nuovi eroi, Maxine fu una dei primi sulla loro lista. Fu invitata ad unirsi alla squadra da Power Girl e Mister Terrific, ed accettò con estrema eccitazione (era talmente contenta che quasi rinunciò all'offerta). Poco dopo, fu presentata al resto della JSA e la sua personalità da fan divenne evidente nella reazione esagerata che ebbe nell'incontrare i suoi eroi e, in particolare la sua preferita, Stargirl. Durante il primo incontro con il gruppo, il detentore corrente del titolo di Mister America cadde letteralmente al centro del loro incontro e morì. Come mezzo per aiutarla a superare la situazione, Stargirl tentò di distrarla convincendola a crearsi un costume da eroina
Maxine debuttò ufficialmente come Cyclone in Justice Society of America n. 3, rendendo onore sia a Red Tornado che alle sue ex spalle, i Cyclone Kids (la zia e lo zio di Maxine). Durante questo periodo ebbe anche una scimmia domestica di nome "Frankie", che lei vestì perché somigliasse ad una delle scimmie presenti nel libro Il Mago di Oz (lei stessa indossa un cappello a punta di tanto in tanto che la faceva somigliare sia all'Incantatrice che alla Strega dell'Ovest). Ebbe una breve cotta per il suo compagno di squadra Damage quando fu reso temporaneamente affascinante, e poco a poco cominciò ad essere meno loquace.
Maxine fu vista come parte dell'armata di supereroi convocata da Alan Scott per difendere gli interessi della Terra dalle forze di conquista di Darkseid.
Dopo che la JSA soffrì di un massiccio attacco da parte dei super criminali, la squadra si divise in due. Cyclone si unì alla nuova JSA All-Stars, e poco dopo sentì una forte attrazione verso il suo compagno di squadra King Chimera.

## Poteri e abilità
Maxine possiede il potere di manipolare il vento. È in grado di convocare mentalmente i cicloni e i mulinelli, lanciare potenti getti d'aria, e volare sfruttando le correnti dei venti.

## Altre versioni
Una versione di Cyclone da una realtà alternativa si vide nella serie Trinity, come membro della Justice Society International alterata temporalmente. Fu uccisa in quella linea temporale quando venne tirata fuori da uno dei suoi cicloni mentre lo utilizzava.

## Altri media
Cyclone appare per la prima volta nel film del DC Extended Universe Black Adam (2022), interpretata da Quintessa Swindell.